# Farsetia occidentalis
Farsetia occidentalis là một loài thực vật có hoa trong họ Cải. Loài này được B.L.Burtt mô tả khoa học đầu tiên năm 1948.